# شرف كاتارينا بلوم الضائع
شرف كاتارينا بلوم الضائع هو فيلم من نوع فيلم مقتبس من عمل أدبي ‏ ودراما وجريمة

## تاريخ إصداره
أُصدر في 1975. الفيلم من توزيع Cinema International Corporation ‏.

## طاقم العمل
وهو من إخراج فولكر شلوندورف ومارغريث فون تروتا.
أما السيناريو فكان من كتابة فولكر شلوندورف ومارغريث فون تروتا وهاينريش بول.

## الاقتباس
الفيلم مقتبسٌ من رواية «شرف كاتارينا بلوم الضائع» شرف كاتارينا بلوم الضائع من تأليف الأديب الألماني هاينريش بول.

## طاقم التمثيل
- كارل هاينتس فوسغيراو
- هانيلوري هوغر
- فالتر هوغر
- فالتر غونترمان
- هوارتيوس هيبرليه
- هارالد كولمان  [لغات أخرى]‏
- بيتر فرانك  [لغات أخرى]‏
- ريجين لوتز  [لغات أخرى]‏
- ليو فايسه
- أخيم شتريتسل
- أنغيليكا هيليبريشت
- مارغريث فون تروتا
- هاينتس بينيت
- ماريو أدورف
- يورغن بروكناو
- أنجيلا وينكلر
- ديتر ليزر
- هنري فان ليك
- هيربرت فوكس
- رولف بيكر
- فيرنر آيكهورن

## الإنتاج
صوّر الفيلم (106 دقيقة إجمالا) في كولونيا، وكان جوست فاسانو مديرًا لتصوير الفيلم. موسيقى الفيلم التصويرية كانت من تأليف هانز فيرنر هينز.

## وصلات خارجية
- شرف كاتارينا بلوم الضائع على موقع IMDb (الإنجليزية)
- شرف كاتارينا بلوم الضائع على موقع نتفليكس (الإنجليزية)
- شرف كاتارينا بلوم الضائع على موقع ألو سيني (الفرنسية)
- شرف كاتارينا بلوم الضائع على موقع Turner Classic Movies (الإنجليزية)
- شرف كاتارينا بلوم الضائع على موقع أول موفي (الإنجليزية)
- شرف كاتارينا بلوم الضائع على موقع فيلمافينيتي (الإسبانية)
- شرف كاتارينا بلوم الضائع على موقع قاعدة بيانات الأفلام السويدية (السويدية)
- شرف كاتارينا بلوم الضائع على موقع قاعدة بيانات الفيلم (الإنجليزية)
- شرف كاتارينا بلوم الضائع على موقع ليتربوكسد (الإنجليزية)
- شرف كاتارينا بلوم الضائع على موقع كينوبويسك (الروسية)